# Fusion Rotterdam
Fusion Rotterdam – holenderski klub siatkarski z Rotterdamu założony w 2002 roku. W sezonie 2011/2012 zadebiutował w najwyższej klasie rozgrywkowej w Holandii (A-League).
W sezonie 2017/2018 pierwsza drużyna mężczyzn występuje w 2e divisie. Swoje mecze rozgrywa w Sporthal Alexander.

## Nazwy klubu
- 2002-2013 – Fusion Rotterdam
- 2013-2015 – ARBO Rotterdam/Fusion
- 2015-2017 – ARBO Rotterdam Volleybal
- od 2017 – Fusion Rotterdam

## Historia
Klub Fusion Rotterdam powstał w 2002 roku w wyniku fuzji dwóch klubów: VCO/Ervea i Alexandria 66. W sezonie 2010/2011 zwyciężył w rozgrywkach B-League, uzyskując tym samym awans do najwyższej klasy rozgrywkowej - A-League. Przed rozpoczęciem sezonu 2011/2012 klub nawiązał współpracę ze stowarzyszeniem Rotterdam Topsport. W swoim pierwszym sezonie w A-League Fusion Rotterdam zajął ostatnie 10. miejsce. Nie spadł jednak do niższej ligi, ponieważ zwycięzcą B-League został drugi zespół Abiant Lycurgus Groningen, a ponieważ pierwsza drużyna występowała już w A-League, to zgodnie z przepisami żaden z klubu z B-League nie uzyskiwał awansu, jednocześnie nikt nie spadał z A-League. W sezonie 2012/2013 Fusion Rotterdam zajął 8. miejsce w Eredivisie.
W marcu 2013 r. sponsorem klubu została firma ARBO Rotterdam i od sezonu 2013/2014 pierwsza drużyna występowała pod nazwą ARBO Rotterdam/Fusion. W sezonie 2013/2014 ARBO Rotterdam/Fusion zakończył rozgrywki na 7. miejscu, sezon później - na 10. miejscu. Przed sezonem 2015/2016 klub Fusion Rotterdam podpisał nową roczną umowę z firmą ARBO Rotterdam, która stała się głównym sponsorem, a pierwszy zespół przyjął nazwę ARBO Rotterdam Volleybal. W sezonie 2015/2016 ARBO Rotterdam Volleybal zajął ostatnie miejsce w lidze, jednakże decyzją Holenderskiego Związku Piłki Siatkowej (Nevobo) żaden klub nie opuścił Eredivisie. Fusion Rotterdam przedłużył o rok umowę sponsorską z ARBO Rotterdam. W sezonie 2016/2017 klub zajął 10. miejsce w Eredivisie, tym samym nie utrzymał się w najwyższej klasie rozgrywkowej. Firma ARBO Rotterdam nie zdecydowała się na dalsze przedłużenie kontraktu. Stowarzyszenie Rotterdam Topsport zdecydowało się nie wystawiać zespołu w Topdivisie, a Fusion Rotterdam (już nie pod szyldem Rotterdam Volleybal) zgłosił pierwszą drużynę mężczyzn do 2e divisie.

## Bilans od sezonu 2008/2009
| Sezon     | Rozgrywki ligowe | Rozgrywki ligowe | Puchar Holandii |
| Sezon     | Poziom           | Miejsce          | Puchar Holandii |
| --------- | ---------------- | ---------------- | --------------- |
| 2008/2009 | 1e divisie       | ?                | ?               |
| 2009/2010 | ?                | ?                | 1/8 finału      |
| 2010/2011 | B-League         | 1. miejsce       | ćwierćfinał     |
| 2011/2012 | A-League         | 10. miejsce      | 1/8 finału      |
| 2012/2013 | Eredivisie       | 8. miejsce       | 1/8 finału      |
| 2013/2014 | Eredivisie       | 7. miejsce       | 1/8 finału      |
| 2014/2015 | Eredivisie       | 10. miejsce      | ?               |
| 2015/2016 | Eredivisie       | 11. miejsce      | 1/8 finału      |
| 2016/2017 | Eredivisie       | 10. miejsce      | ?               |
| 2017/2018 | 2e divisie (D)   | 9. miejsce       |                 |
| 2018/2019 | 2e divisie (C)   | 11. miejsce      |                 |
| 2019/2020 | 3e divisie (A)   | 10. miejsce      |                 |
| 2020/2021 | 3e divisie (A)   | —                |                 |
| 2021/2022 | 3e divisie (A)   | 12. miejsce      |                 |

Poziom rozgrywek:
     pierwszy poziom
     drugi poziom
     trzeci poziom
     czwarty poziom
     piąty poziom

## Udział w europejskich pucharach
Klub Fusion Rotterdam nigdy nie brał udziału w europejskich pucharach.